# Bainita
A Bainita é um microconstituinte tipicamente formado nos aços, resultante da decomposição da austenita em um produto de duas fases: ferrita em forma de placas e partículas de carbonetos (geralmente cementita).  Este microconstituinte pode ser obtido tanto por tratamento térmico com resfriamento contínuo, como por tratamento térmico isotérmico.
Em geral, a bainita apresenta morfologia acicular. Entretanto, esta ainda é comumente separada em dois tipos: bainita superior e bainita inferior. A primeira contitui-se de placas de ferrita com carbonetos no contorno, enquanto que a segunda, além dos carbonetos nos contornos da fase ferrítica, apresenta também carbonetos em seu interior, normalmente alinhados e formando um ângulo de aproximadamente 60° com o eixo de crescimento da bainita.
A faixa de temperatura em que ocorre a transformação bainítica em tratamento térmico isotérmico está localizada entre as faixas de temperaturas para a formação da perlita e da martensita. Quando a bainita é formada sob resfriamento contínuo, a taxa de resfriamento necessária para a sua formação é maior em relação à formação da perlita e menor em relação à formação da martensita. Alguns elementos de liga podem alterar o intervalo de formação da estrutura bainítica, sendo o carbono aquele com maior influência dentre os mais comumente utilizados.
Por longos anos, houve uma discussão sobre o mecanismo de formação da bainita, ainda hoje existente, porém em menor intensidade. Duas teorias se destacaram. Uma acredita na formação da bainita de forma adifusional, isto é, sem difusão, assim como a que ocorre para a formação da martensita. A outra teoria, acredita na formação da bainita por difusão, assim como ocorre para a ferrita, a cementita e a perlita. Ambas são detalhadas no decorrer do texto.

## Histórico
Em 1930, Davenport e Bain publicaram um trabalho que pela primeira vez se utilizava de tratamentos térmicos isotérmicos para se estudar a decomposição da austenita com o uso de dilatometria e metalografia. Nesse trabalho, foram realizados tratamentos térmicos isotérmicos a temperaturas acima da qual a martensita se forma, mas abaixo da qual perlita fina é encontrada. Com esses tratamentos, uma nova microestrutura foi observada, denominada pelos autores de “acicular, dark etching aggregate”, ou agregado acicular escuro ao ataque. Essa microestrutura foi chamada por Davenport e Bain de “martensita-trostita”, porém, anos mais tarde, outros pesquisadores a renomearam de Bainita, em homenagem à Bain pela sua descoberta. O tratamento térmico isotérmico com o objetivo de se obter a bainita, é hoje conhecido como “Austêmpera”.
Johnson e Mehl (1939) foram os primeiros a separar a bainita em duas morfologias: bainita superior e bainita inferior, sendo essas terminologias usadas até hoje. Dentre os principais devenvolvimentos posteriores, é importante citar a observação da cinética lenta e a presença de reações incompletas para algumas faixas de temperaturas. Essas reações incompletas são descritas como “stasis da bainita”, fenômeno decorrente da ausência de força motriz para a continuação da reação, sendo necessário a redução do potencial químico do carbono na austenita para que a reação prossiga.
No decorrer dos anos, a bainita se tornou um assunto de grande discussão. Como citado anteriormente, o mecanismo de formação desse microconstituinte ainda não é bem entendido e várias teorias são formuladas para tentar explicá-lo. As duas principais são a da transformação reconstrutiva (ou difusional) e da transformação por um mecanismo de cisalhamento (deformação) chamado de mecanismo “displacivo”. Ambas são descritas nos tópicos seguintes.
A bainita é descrita pelos metalurgistas de diferentes maneiras desde sua primeira constatação e registro em 1930 na publicação de Davenport e Bain, onde a mesma é nomeada como trostita e definida como: “um produto não definido de aparência escura o qual é formado por uma transformação acicular com um crescimento não radial ou nodular a partir da decomposição da austenita sob temperaturas intermediárias em relação à ferrita e à martensita”. A estrutura que antigamente era denominada de trostita foi nomeada como Bainita depois de quase duas décadas da sua primeira observação em 1926.  Nota-se que o termo trostita era empregado para agregados de ferrita + cementita que eram tão finos que sua estrutura não era revelada por microscopia ótica. Segundo Colpaert (2008), trostita é utilizada para descrever perlita ultrafina, microconstituinte distinto de bainita.

## Morfologia
Quando a austenita é superresfriada para temperaturas abaixo da curva de transformação da perlita e acima da temperatura de início da transformação isotérmica da martensita, a bainita pode ser formada. Assim como a perlita, a bainita é uma mistura de ferrita e carbonetos, entretanto, esta é microestruturalmente distinta da perlita e pode ser caracterizada pela sua própria curva em C no diagrama TTT. Para baixos teores em carbono e elementos de liga, a curva de transformação da bainita se sobrepõe a da formação da perlita, e assim, para uma certa faixa de temperaturas, há a competição entre a formação da perlita e da bainita.

### Bainita Superior

Figura 1. (a) Bainita superior em um aço médio carbono. (b) Esquemático do mecanismo de crescimento. (c) Ilustração da forma em ripa. Imagem retirada de: (PORTER;EASTERLING;SHERIF, 2009).

Formada na faixa de temperaturas entre (~ 550 – 400°C), sua morfologia consiste de placas finas de ferrita que crescem em conjuntos chamados sheaves (feixe). Em cada feixe, as placas são paralelas e de idêntica orientação cristalográfica, cada uma com um plano de hábito bem definido. Cada placa é chamada de subunidade da bainita, geralmente separadas por contornos de baixa desorientação, austenita ou partículas de cementita. Neste ponto, é importante citar que alguns autores não consideram essa fase como bainita caso não haja a presença de carbonetos. Isso decorre das diferenças de algumas teorias defendidas por diferentes autores. Entretanto, voltaremos ao assunto somente na secção “Formação”.
A Figura 1 apresenta uma micrografia da bainita superior junto a um desenho esquemático de sua morfologia. Na Figura 1a, é possível notar que a cementita aparenta estar dentro da bainita, alongada com sua direção de crescimento. Fato é que essa cementita se encontra entre as subunidades da bainita, como descrito anteriormente. A Figura 1b é mais esclarecedora no que se refere ao entendimento da morfologia dessa estrutura. Na Figura 1c, é mostrado a forma de ripa ou placa, as quais a bainita também apresenta. Esse tipo de bainita normalmente nucleia em contornos de grão da austenita, mas também em contornos de maclas e em inclusões não-metálicas.

### Bainita Inferior

Figura 2. (a) Bainita inferior em um aço baixa liga com 0,69% p. C. (b) Esquema do possível mecanismo de crescimento da bainita inferior. Imagem retirada de: (PORTER;EASTERLING;SHERIF, 2009).

Geralmente formada na faixa de temperaturas de (~400 – 250°C), a microestrutura e as características cristalográficas da bainita inferior são muito semelhantes as da bainita superior. A maior diferença é que carbonetos também precipitam dentro das subunidades da bainita inferior. Assim, há dois tipos de precipitação de carbonetos: um que se forma a partir da austenita que separa as placas de ferrita, e o outro que se forma a partir da ferrita supersaturada em carbono. Em geral, a bainita inferior apresenta-se na forma de placas e nucleia no interior dos grãos de austenita.
A Figura 2 apresenta uma micrografia da bainita inferior juntamente com um desenho esquemático de sua morfologia. Nota-se que os carbonetos também se encontram dentro da bainita, apresentando uma única orientação, geralmente de 60° com a direção de maior comprimento da bainita.

## Formação
Desde sua primeira observação, a bainita vem sendo descrita de diferentes maneiras do ponto de vista cinético e termodinâmico quando se diz respeito à nucleação e ao crescimento. Neste contexto, várias teoria sobre a formação da bainita foram e têm sido propostas. As duas teorias mais conhecidas, e também mais opostas entre si, divergem quanto a formação da bainita, se esta se forma por um mecanismo adifusional ou por um mecanismo difusional.
Zener foi o primeiro a organizar em um artigo que a bainita se forma a partir de um mecanismo adifusional. Entretanto, o autor não validou sua teoria através de experimentos. Hoje em dia, Bhadeshia é um dos principais pesquisadores que defendem a teoria adifusional proposta por Zener. Por outro lado, Purdy e Hillert (1984), defendem que a bainita se forma através de um mecanismo difusional onde é atingido um equilíbrio local na interface ferrita/austenita e que a mesma cresce dependente da difusão local de carbono. Mais recentemente, Aaronson et. al.  seguem a proposta de Hillert sobre o mecanismo difusional.

### Mecanismo Adifusional (Teoria Displaciva)
Zener foi um dos primeiros defensores da teoria displaciva da formação da bainita. Ele cita que a variação na energia livre para a transformação de fases γ→α é dada por três termos. Dois termos são relacionados às variações das energias livres do ferro e do carbono para as duas fases. O terceiro termo se refere à variação na entropia de um mol de carbono quando dissolvido na fase austenítica. Zener afirma que esse termo da entropia deve ser levado em consideração caso a transformação ocorra suficientemente lenta. Entretanto, quando regiões transformam devido a uma distorção na rede ordenada (um cisalhamento) em um tempo curto, comparável ao tempo para o átomo de carbono saltar de uma posição intersticial para outra, o termo da entropia não deve ser considerado, pois não há, nesse caso, a mudança na composição de carbono.
A ferrita que se origina sem a mudança na concentração de carbono é identificada como uma bainita antes que qualquer difusão de carbono tenha ocorrido. Nas maiores temperaturas em que a reação bainítica pode ocorrer, a taxa de difusão do carbono na austenita é alta, e ainda mais alta na ferrita devido a estrutura CCC. Decorre dessa elevada difusibilidade, que o carbono irá difundir da ferrita que está crescendo para a austenita, onde a energia livre para o carbono é menor. O aumento no teor de carbono da austenita, entretanto, irá diminuir a temperatura crítica para a transformação bainítica até que essa se iguala à temperatura de tratamento que está sendo realizado, parando a transformação devido à ausência de força motriz para a transformação.
Mais recentemente, Bhadeshia tem defendido esse mecanismo, argumentando que a bainita, assim como a martensita, cresce acompanhada por uma mudança de forma na região transformada, semelhante à observada na transformação martensítica. Em resumo, a teoria displaciva se apoia na ideia de que a ferrita-bainítica se forma por um cisalhamento na rede, acompanhada por uma mudança de forma que, em seguida, sofre relaxação devido a difusão de carbono.

### Mecanismo Difusional (Teoria reconstrutiva)
A teoria reconstrutiva da transformação da bainita tem como ponto principal que a bainita se forma não por um movimento displacivo, mas em um crescimento acompanhado pela partição do carbono, que se difunde do volume transformado em ferrita para a austenita adjacente.
Aaronson, Spanos e Reynolds afirmaram que a bainita é um produto da decomposição eutetóide não lamelar, e mais genericamente, não cooperativo. A bainita sem carbonetos, identificada por Bhadeshia como a ferrita bainítica, é vista como uma ferrita de Widmansttäten. Nos ferros fundidos nodulares austemperados, o microconstituinte formado por ferrita acicular entremeada por austenita enriquecida em carbono é chamado de “ausferrita”. Aaronson também considera que a movimentação da interface se dá por um mecanismo difusional, ou pela movimentação de discordâncias e outros defeitos da interface (interface entre duas fases), considerando então que a transformação é reconstrutiva e não displaciva. É atingido um equilíbrio local na região de interfase, provocando o crescimento pela difusão a curta distância. Hillert e Purdy fazem referência ao uso do termo “bainita”, destacando que os produtos aciculares da decomposição da austenita que crescem rapidamente e sem difusão devem ser chamados de martensita e não de bainita, e que caso sofram partição de soluto ou precipitação de carbonetos subsequente, devam ser chamados de martensita revenida. Goldenstein (2002) é uma ótima referência em português sobre a bainita. Neste capítulo, é encontrada informações sobre as duas teorias, com ênfase na teoria difusional.

## Propriedades dos Aços Bainíticos
Aços bainíticos possuem a característica de aliarem elevada resistência, próxima a da martensita, com boa tenacidade. Esses aços costumavam ser de médio e alto carbono, entretanto, hoje em dia vem sendo desenvolvidos aços com menores teores de carbono e elementos de liga. Bhadeshia apresenta um diagrama com um resumo de aços bainíticos comerciais, como apresentado ao lado. Nota-se, do diagrama, que aços bainíticos podem chegar a 1600 MPa de resistência. Além desses, têm sido desenvolvidos aços nanoestruturados com resistência superior a 2 GPa, o que é motivo de controvérsia quanto à nomenclatura da fase, pois a “bainita” presente nesses materiais não apresenta carbonetos, mas sim ferrita e austenita em escala nanométrica.

Figura 3. Ligas bainíticas disponíveis comercialmente. Imagem retirada de: (BHADESHIA;HONEYCOMBE, 2017)